# Квінт Цецилій Метелл Непот (консул 57 року до н. е.)
Квінт Цеци́лій Мете́лл Не́пот (100—54 роки до н. е.) — політичний та військовий діяч Римської республіки, консул 57 року до н. е.

## Життєпис
Походив з роду нобілів Цециліїв. Син Квінта Цецилія Метелла Целера, народного трибуна 90 року до н. е., та Целії. Замолоду був усиновлений дядьком Квінтом Цецилієм Метеллом Непотом, консулом 98 року до н. е.
У 67—63 роках до н. е. був легатом Гнея Помпея під час війни із Мітридатом VI, царем Понту. У 67 році до н. е. брав участь у боротьбі з піратами, відповідаючи за узбережжя Лікії та Фінікії. У 65—64 роках до н. е. вів бойові дії у Сирії, при цьому захопивши Дамаск.
По поверненню в 62 році до н. е. обрано народним трибуном. На цій посаді відстоював інтереси Гнея Помпея. Намагався провести закони щодо виклику Помпея до Італії для боротьби з Луцієм Сергієм Катіліною, а також можливості обиратися Помпею без присутності у Римі. Проти цього виступив інший народний трибун Марк Порцій Катон. Внаслідок тривалого протистояння Метелл був змушений втекти до Помпея.
Згодом, у 60 році до н. е., Метелла обрано претором. під час своєї каденції провів закон стосовно скасування мита в італійських портах. У 57 році до н. е. його обрано консулом разом з Публієм Корнелієм Лентулом Спінтером. На цій посаді підтримав пропозицію щодо повернення Цицерона, домігся призначення Помпея куратором харчування, підтримував народного трибуна Клодія.
У 56—55 роках до н. е. як проконсул керував провінцією Ближня Іспанія. Під час цього придушив повстання іберійського племені вакеїв. Також брав участь у нараді тріумвірів у Луці. Незабаром після повернення до Риму помер.